# T.S. Spivets fantastiska resa
T.S. Spivets fantastiska resa (franska: L'Extravagant Voyage du jeune et prodigieux T. S. Spivet) är en fransk-kanadensisk äventyrsfilm från 2013 i regi av Jean-Pierre Jeunet som bygger på boken L'Extravagant Voyage du jeune et prodigieux T. S. Spivet av Reif Larsen från 2009.
Filmen är en äventyrsfilm med magisk realism och några inslag av dramatisk komedi. Den handlar om resan för ett tioårigt universalgeni som lämnar sitt hem i Montana för att resa till Washington D.C. för att ta emot ett vetenskapligt pris han just vunnit.
Filmen hade premiär vid avslutningen av San Sebastian International Film Festival 2013.

## Handling
T.S. Spivet bor på en gård i Montana med sin mamma som är galen i skalbaggar, sin pappa som är cowboy och sin 14-åriga syster som drömmer om att bli Miss America. Själv är han ett tioårigt universalgeni och uppfinnare.
En dag får han ett oväntat samtal från Smithsonian Institution-museet i Washington och får veta att han vunnit Baird-priset för en av sina uppfinningar, en evighetsmaskin. Det kommer bli en gala där han förväntas hålla tal. Utan att berätta för någon ger han sig iväg för att ta emot sitt pris.

## Rollista
- Kyle Catlett – Tecumseh Sansonnet Spivet, aka. T. S. Spivet
- Helena Bonham Carter – dr Clair Spivet, mamman
- Niamh Wilson – Gracie Spivet, systern
- Judy Davis – fröken Jibsen, undersekreteraren på Smithsonian Institution
- Callum Keith Rennie – Tecumseh Elijah Spivet, pappan
- Julian Richings – Ricky, guiden
- Dominique Pinon – Två-Moln
- Jakob Davies – Layton Spivet, den tveksamma brodern
- Rick Mercer – Roy
- Richard Jutras – Stenpock
- Harry Standjofski – slusspolisen
- Dawn Ford – Marge, kassörskan i korvkiosken
- Susan Glover – sekreterare
- Leni Parker – dr. Ferrano
- Amber Goldfarb – servitris i receptionen
- Lisa Bronwyn Moore – Judy, sjuksköterska
- Pauline Little – makeupartist
- Robert Maillet – jätte-Hobo (borttagen scen)